# 코이노~Road Show
〈Koino Road Show〉(일본어: 恋のロードショー) (코이노 로드쇼)는 2017년 7월 5일에 발매된 페어리즈의 메이저 데뷔 14번째 싱글이다.

## 트랙 리스트

### 통상반
1. 코이노 로드쇼
2. 터닝포인트
3. 코이노 로드쇼 (Instrumental)
4. 터닝포인트 (Instrumental)

### DVD
1. 코이노 로드쇼  -Video Clip-
2. 코이노 로드쇼　-Making-